# Смоленский, Степан Васильевич
Сте́пан Васи́льевич Смоле́нский (3 (15) октября 1848, Казань — 19 июля (1 августа) 1909, Васильсурск) — деятель отечественной культуры, музыковед, палеограф, хоровой дирижёр и педагог.

## Биография

### Рождение, ранние годы
Степан Смоленский родился 3 (15) октября 1848 года в Казани в семье, сочетавшей университетско-интеллигентские и церковные традиции. Дед Смоленского по материнской линии был профессором Петербургской духовной академии, дядя — профессором Казанской академии и университета, отец — Василий Герасимович (1809—1882) — сын дьякона, в чине титулярного советника был смотрителем в Казанском училище девиц духовного звания (1855), позднее, в чине коллежского асессора служил на медицинском факультете Казанского императорского университета секретарем по студенческим делам (1869—1876), на момент рождения сына Степана — секретарём тогдашнего архиепископа Казанского Григория:

Отец мой, Василий Герасимович, был чиновник и в год моего рождения был секретарём Григория, архиепископа Казанского. Я родился в Казани, в загородном архиерейском доме, на даче отца, 3 октября 1848 года. Я был, кажется, третий или четвёртый ребёнок в семье, но, за смертью бывших передо мною детей, рос старшим сыном.— Смоленский С. В. Воспоминания: Казань. Москва. Петербург.

### Становление, начало музыкальной карьеры
Степан обучался во Второй казанской мужской гимназии, окончил юридический и филологический факультеты Казанского университета (выпускник 1872 года). В годы учёбы руководил студенческими хорами, устраивал благотворительные концерты, активно концертировал в составе камерных ансамблей.
По окончании университета он вместе с учёным-просветителем Н. И. Ильминским основал Казанскую инородческую учительскую семинарию, где преподавал пение. В 1886 году познакомился с С. А. Рачинским, который предложил «насадить» в Татево его методику преподавания церковного пения. Семнадцатилетний плодотворный опыт педагогической, музыкально-исполнительской и научно-просветительской деятельности казанского периода, который Смоленский считал «лучшею порою своей жизни», позволили ему в 1889 году возглавить и затем полностью реформировать Московское Синодальное училище.

### Творческая биография
В 1889—1901 гг. он директор Синодального училища, а также профессор Московской консерватории. С его приходом Синодальное училище и хор поднялись на невиданный ранее уровень профессионализма и художественного совершенства, в исторической перспективе послужившего фундаментом для нового этапа развития отечественной хоровой культуры, исполнительства и образования.
В 1901 году Смоленский, уволенный из Синодального училища, при содействии своего покровителя и многолетнего корреспондента Константина Петровича Победоносцева назначен управляющим Придворной капеллой, где трудился около двух лет.
Потом занимался научными изысканиями, совершил поездку на Афон за певческими книгами, издал массу трудов, а в 1907 году вернулся к преподаванию, открыв в Петербурге частное Регентское училище для всех желающих.
Научные труды С. В. Смоленского по истории древнерусского певческого искусства составили основу курсов, которые он по приглашению С. И. Танеева преподавал в Московской консерватории, а затем и в Петербургском университете.
За работу «Азбука знаменного пения старца Александра Мезенца» был награждён Макариевской премией.
Летом 1908 года Смоленский С. В. читал в Москве лекции на регентских курсах, потом отправился на пароходе в родную Казань, заболел и вынужден был сойти с парохода в Васильсурске, где скоропостижно скончался.
Его многогранную деятельность высоко ценили В. В. Стасов, П. И. Чайковский, Н. А. Римский-Корсаков, Д. В. Разумовский, С. И. Танеев, С. В. Рахманинов, А. Т. Гречанинов.
Был большим знатоком и исследователем церковного пения. Собирал и изучал памятники древнерусской музыки.
25 ноября 2008 года стараниями М. П. Рахмановой (Москва), В. П. Леванова, В. П. Ульянова и А. М. Елдашева (Казань) на Арском кладбище Казани была обнаружена могила С. В. Смоленского и его супруги — Анны Ильиничны Смоленской, место погребения которых долгое время считалось утраченным. Весной 2009 года памятник на могиле Смоленских был восстановлен полностью.

### Семья
Жена — Анна Ильинична

Дочь — Авдотья Степановна.

## Труды
- Общий очерк исторического и музыкального значения певчих рукописей Соловецкой библиотеки и «Азбуки певчей» Александра Мезенца (1887)
- Азбука знаменного пения (извещение о согласнейших пометах) старца Александра Мезенца (1688 года). Издал с объяснениями и примечаниями Ст. Смоленский. Казань, 1888
- О собрании древнепевческих рукописей в Московском Синодальном училище церковного пения // РМГ. 1899. № 5;
- О древнерусских певческих нотациях (1901)
- Памяти Д. С. Бортнянского // Русская музыкальная газета.— 1901, № 39.— С. 917—925.
- О литургии Чайковского. СПб., 1903.
- «Мусикийская грамматика» Николая Дилецкого. Посмертный труд С. В. Смоленского. СПб.: Типография М. А. Александрова, 1910. XII, 174 c.
- Русская духовная музыка в документах и материалах. Т. IV / Степан Васильевич Смоленский. — Воспоминания: Казань. Москва. Петербург. — М.:Языки славянской культуры, 2002. — 688 с. — (Язык. Семиотика. Культура)

## Память
- В 1915 году, закончив партитуру «Всенощного бдения» (ор. 37), Сергей Рахманинов посвятил её памяти С. В. Смоленского[5].
- С 2007 года по 2011 год в Казанском университете при поддержке Казанской государственной консерватории и Совета ректоров вузов Республики Татарстан ежегодно проводился фестиваль студенческих хоров имени С. В. Смоленского[6][7][8]. Инициатором проведения и основным организатором фестиваля стала хоровая капелла Казанского университета. В 2008 году фестиваль был посвящён 160-летию со дня рождения С. В. Смоленского, а по составу участников приобрёл статус международного[9]. 16 апреля 2008 года в рамках фестиваля в Музее истории Казанского университета состоялась Всероссийская научно-практическая конференция «С. В. Смоленский и отечественная музыкальная культура»[10]. В конференции приняли участие ведущие учёные, искусствоведы Казани, Москвы, Санкт-Петербурга, Брянска, Чебоксар и других городов России. В 2009 году мероприятия фестиваля были приурочены к 100-летию со дня смерти С. В. Смоленского и 100-летию со дня рождения профессора, почётного доктора КГУ С. А. Казачкова. В 3-м межрегиональном фестивале приняли участие государственные академические хоровые коллективы Марийской, Мордовской, Татарской, Удмуртской и Чувашской Республик, а также Академический мужской хор МИФИ.
- С 2012 года Казанская государственная консерватория организует международные научные «Чтения памяти С. В. Смоленского», которые проводятся с интервалом в 2 года и периодически поддерживаются грантами научных фондов. «V Чтения памяти С. В. Смоленского» (20-22 октября 2020 года) посвящены 170-летию со дня рождения музыканта.
- В 2016 году традиция проведения хоровых фестивалей была возобновлена. VI Открытый Фестиваль хоровой музыки имени С. В. Смоленского состоялся в марте 2016 года[11]

## Известные ученики
- Гречанинов, Александр Тихонович
- Кастальский, Александр Дмитриевич
- Чесноков, Павел Григорьевич
- Голованов, Николай Семёнович[3].

## Прочие факты
- С. В. Смоленский вместе с П. Д. Шестаковым, Д. Миловзоровым и Н. И. Ильминским был поручителем на венчании (ввиду того, что невесте не было 16 лет на момент бракосочетания) Ивана Яковлева и Екатерины Бобровниковой 6 сентября 1877 года[12].
- Во многих источниках ошибочно указаны даты рождения и смерти С. В. Смоленского — 8 (20) октября 1848 г. и 20 июля (2 августа) 1909 г. соответственно. Объяснение этих неточностей дано в во вступительной статье «Степан Васильевич Смоленский и судьба его архива» Н. И. Кабановой, предваряющей воспоминания С. В. Смоленского (см.: Кабанова Н. И. Степан Васильевич Смоленский и судьба его архива // Русская духовная музыка в документах и материалах. Т. IV. Степан Васильевич Смоленский. Воспоминания: Казань, Москва, Петербург / Гос. центральный музей музыкальной культуры им. М. И. Глинки; Подгот. т-та, вступит. ст., коммент. Н. И. Кабановой; Науч. ред. М. П. Рахманова.— М.: Языки славянской культуры, 2002. С. 13-51).